# Meloe impressus
Meloe impressus är en skalbaggsart som beskrevs av Kirby 1837. Meloe impressus ingår i släktet Meloe och familjen oljebaggar. Inga underarter finns listade i Catalogue of Life.

## Bildgalleri

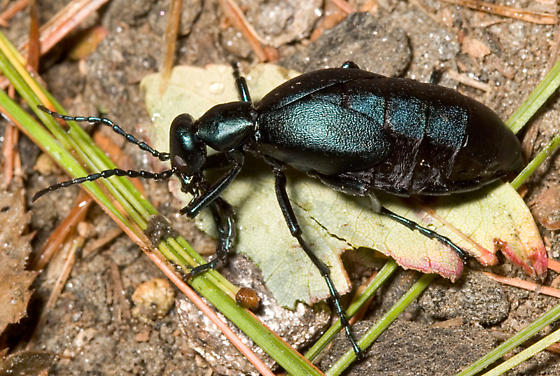